# Eleição presidencial na República Turca do Chipre do Norte em 2010
As eleições presidenciais turcas cipriotas de 2010 foram realizadas em 18 de abril.  O pleito era visto como uma escolha pela reunificação ou pela manutenção da independência. Poderia-se escolher o candidato favorável à reunificação, o então presidente Mehmet Ali Talat, que busca mais um mandato de cinco anos, ou o candidato contrário à reunificação, o primeiro-ministro Derviş Eroğlu, de direita.

## Resultados[3]
| Candidato            | Partido                           | Votos   | %     |
| -------------------- | --------------------------------- | ------- | ----- |
| Derviş Eroğlu        | Partido da Unidade Nacional (UBP) | 61.491  | 50,38 |
| Mehmet Ali Talat     | Independente                      | 52.302  | 42,85 |
| Tahsin Ertuğruloğlu  | Independente                      | 4.648   | 3,81  |
| Zeki Beşiktepeli     | Independente                      | 1.986   | 1,61  |
| Mustafa Kemal Tümkan | Independente                      | 964     | 0,79  |
| Arif Salih Kırdağ    | Independente                      | 521     | 0,43  |
| Ayhan Kaymak         | Independente                      | 168     | 0,14  |
| Total                | Total                             | 125.294 | 100   |